# Réserve naturelle volontaire de la Ballastière de Reichstett

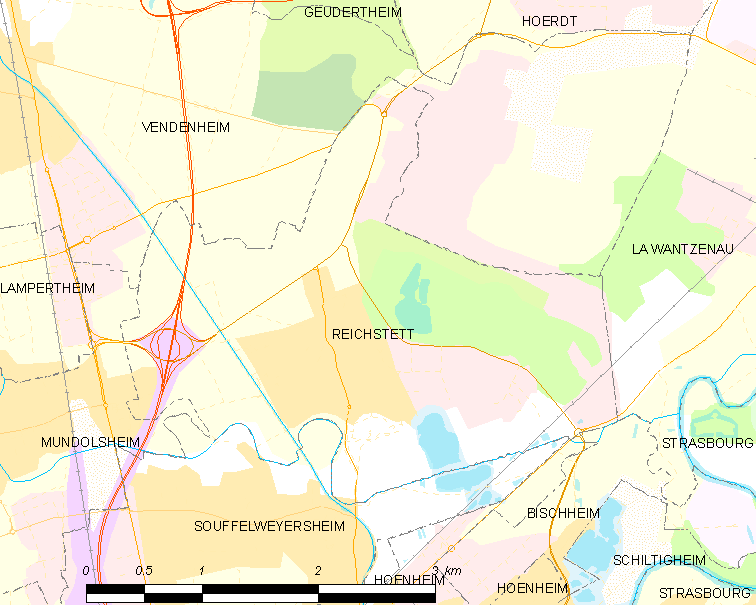
Carte de l'ancienne Réserve et de sa périphérie. En bleu au centre, les anciennes ballastières. Le site a été mis sous protection en raison notamment de la présence de deux plantes protégées :
- hottonie des marais (Hottonia palustris, L.)
- œillet superbe (Dianthus superbus, L.), dans les prairies à Brome (Bromus sp.).

La réserve naturelle volontaire de la Ballastière de Reichstett (RNR 44) est une ancienne réserve naturelle volontaire française en Alsace. Elle a été créée en 1994, au nord de la commune de Reichstett, dans le Ried Rott dans le département du Bas-Rhin, sur une superficie de 18,41 hectares.

## Histoire du site et de la réserve
L'intérêt de la zone aboutit à un classement en RNV en 1994. La loi « démocratie de proximité » du 27 février 2002 transforme les RNV en réserves naturelles régionales (RNR), ce qui est le cas pour la ballastière de Reichstett. 
Le décret d'application no 2005-491 du 18 mai 2005 précise dans son article 6 que « le classement en RNR court jusqu'à l'échéance de l'agrément qui avait été initialement accordé à la réserve volontaire ». Le classement en RNR a donc pris fin après six ans depuis le dernier agrément, probablement au début des années 2000.

## Écologie (Biodiversité, intérêt écopaysager)
Le site présente un paysage typique du Ried. Les inventaires lors de la création mentionnent les espèces suivantes : Carex pseudocyperus, Carex distans, Dianthus superbus, Polygala amarella.

## Administration, Plan de gestion, règlement
Le site était propriété de la "compagnie rhénane de raffinage", il est géré par le Conservatoire d'espaces naturels Alsace.
Selon le journal L'Alsace, en 2023 en dépit d'une importante présente humaine en été, la faune et la flore parviennent à cohabiter avec l'homme.

### Outils et statut juridique
Arrêté de création : 13 avril 1994